# (16637) 1993 QP2
1993 كيو بي 2 (ويعرف أيضًا باسم (16637) 1993 كيو بي 2 وفق تسمية الكوكب الصغير) (بالإنجليزية: 1993 QP2)‏ هو كويكب ضمن حزام الكويكبات؛ وترتيبه 16637 من حيث الاكتشاف.
اكتُشف هذا الجُرم الفلكي بواسطة إيريك والتر إلست في 16 أغسطس 1993.

## وصلات خارجية
- (16637) 1993 QP2 في قاعدة بيانات مختبر الدفع النفاث لأجرام النظام الشمسي الصغيرة

- الاكتشاف · مخطط المدار ·  العناصر المدارية · المعلمات المادية

- (16637) 1993 QP2 على موقع ويكي سكاي: DSS2, SDSS, GALEX, IRAS, Hydrogen α, X-Ray, Astrophoto, Sky Map, Articles and images